# XVIIe siècle en numismatique
Chronologie de la numismatique
- XVIe siècle en numismatique - XVIIe siècle en numismatique - XVIIIe siècle en numismatique

## Principaux événements numismatiques duXVIIesiècle

### Par décennies

#### 1601-1610
- 1601 :
  -  Japon : apparition du système monétaire Tokugawa.
- 1602 :
  -  Pays-Bas : la Compagnie néerlandaise des Indes orientales (VOC) émet ses premières monnaies contremarquées.

#### 1611-1620
- 1612 : 
  -  Pays-Bas espagnols : frappe des premiers thalers à croix bourguignon.

#### 1641-1650
- 3 septembre 1641 :
  -  Royaume de France : décret concernant la frappe du louis, une nouvelle monnaie d'or.
- 1649 :
  -  Royaume de France : première frappe du liard de France, une monnaie de cuivre.

#### 1651-1660
- 1658 :
  -  Suède : la banque de Stockholm est la première à émettre des billets de banque en Europe.

#### 1661-1670
- 1663
  -  Angleterre : première frappe de la guinée.

#### 1691-1700
- 27 juillet 1694 :
  -  Angleterre : fondation de la Banque d'Angleterre et premières émissions de billets.